# Sultan bin Abdul-Aziz Al Saud
Sultan bin Abdul-Aziz Al Saud "Sultan Al-Khair" (tiếng Ả Rập: سلطان بن عبدالعزيز آل سعود) (1924 hoặc 30 tháng 12 năm 1930 (30/10/1930 - 21 hoặc 22/10/2010 tại Thành phố New York) là thái tử Ả Rập Xê Út. Tháng 10 năm 2011, Sultan bin Abdul-Aziz Al Saud là Phó thủ tướng và Bộ trưởng Bộ Quốc phòng và Hàng không Ả Rập Xê Út. Ông là một trong những Sudairi Bảy. Sultan từng là người đứng đầu trong thứ tự thừa kế Saudi.
Sultan sinh ra tại Riyadh. Nguồn phương Tây tuyên bố ông đã được sinh ra vào năm 1924. Ông là con trai thứ 15 của vua Abdul-Aziz và mẹ là công chúa Hassa Al-Sudairi (1910-2003).
Sultan, cùng với nhiều anh em của mình, đã được giáo dục về tôn giáo, văn hóa hiện đại, và ngoại giao tại triều đình. Ông trở thành Thống đốc Riyadh vào năm 1947. Năm 1947, ông giám sát xây dựng Aramco của liên kết đường sắt của Vương quốc giữa Dammam và Riyadh. Ông trở thành Bộ trưởng Bộ Nông nghiệp trong năm 1953 và Bộ trưởng Bộ Giao thông vào năm 1988.